# Acordo de Sochi
O acordo de Sochi (também conhecido como os Acordos de Dagomys (em russo:  Дагомысские соглашения), nome oficial em russo: «Cоглашение о принципах мирного урегулирования грузино-осетинского конфликта») foi um acordo de cessar-fogo que marca aparentemente o fim dos conflitos georgiano-osseta e georgiano-abecásio, assinado em Sochi, em 24 de junho de 1992 entre a Geórgia e a Ossétia do Sul, e com a Abecásia em 27 de julho de 1993.[carece de fontes?]

## Acordo da Ossétia do Sul
A Rússia mediou um cessar-fogo e negociou o Acordo em 1992. O acordo estabeleceu primeiramente um cessar-fogo entre as forças da Geórgia e da Ossétia do Sul, mas também definiu uma zona de conflito em torno da capital da Ossétia do Sul, Tskhinvali, e estabeleceu um corredor de segurança ao longo da fronteira dos territórios sul-ossetas como ainda não reconhecidos. O Acordo também criou uma Comissão de Controle Conjunta e um corpo de paz, o grupo de Manutenção da Paz das Forças Conjuntas (JPKF). O JPKF foi colocado sob o comando russo e era composto por forças de paz da Geórgia, Rússia e Ossétia do Norte (uma vez que o governo separatista da Ossétia do Sul ainda não era reconhecido; forças de paz da Ossétia do Sul, no entanto, serviram no contingente da Ossétia do Norte). Além disso, a Organização para a Segurança e Cooperação na Europa (OSCE) arranjou acordo para monitorar o cessar-fogo e para facilitar as negociações. A OSCE procurou eliminar as fontes de tensão, apoiar o cessar-fogo existente, e facilitar um quadro político mais amplo para atenuar discordância a longo prazo. 

## Acordo da Abecásia
Mais uma vez, um acordo intermediado pelos russo em 1993, o Acordo sobre um cessar-fogo na Abecásia e sobre um mecanismo para garantir a sua observância, permitiu uma moratória sobre o uso da força, a retirada de partes em conflito a partir da zona de guerra dentro de 15 dias, estabelecendo uma grupo controle russo-georgiano-abecásio para monitorar o cessar-fogo, o retorno do parlamento abecásio para Sucumi, a colocação de observadores da ONU no território, e a retomada das negociações para resolver a disputa. Em agosto do mesmo ano, a UNOMIG foi posta em prática como a força de monitoramento da ONU. A trégua foi violada no dia 27 de setembro quando forças abecases tomaram Sukhumi e declararam vitória. As forças pró-georgianas, em seguida, se retiraram para Tbilisi, visto que a Geórgia aderiu a Comunidade dos Estados Independentes e a Rússia mudou a posição em relação à Geórgia sobre o assunto.[carece de fontes?]
Outro acordo de cessar-fogo e separação de forças, também conhecido como o Acordo de Moscou de 1994, foi acordado no ano seguinte.[carece de fontes?]
Mais uma vez, em 6-7 de março de 2003, o presidente da Geórgia, Eduard Shevardnadze e o presidente russo, Vladimir Putin assinaram outro acordo que procurou incluir reabilitação econômica, a retomada das redes ferroviárias, e a atração de investimentos internacionais. Isso se transformaria em uma decepção, especialmente para os georgianos.